# Anceins
Anceins is een plaats en voormalige gemeente in het Franse departement Orne in de regio Normandië en telt 209 inwoners (2005). De plaats maakt deel uit van het arrondissement Mortagne-au-Perche.

## Geschiedenis
Anceins is op 1 januari 2016 gefuseerd met de gemeenten Bocquencé, Couvains, La Ferté-Frênel, Gauville, Glos-la-Ferrière, Heugon, Monnai Saint-Nicolas-des-Laitiers en Villers-en-Ouche tot de gemeente La Ferté-en-Ouche. 

## Geografie
De oppervlakte van Anceins bedraagt 12,7 km², de bevolkingsdichtheid is 16,5 inwoners per km².
De onderstaande kaart toont de ligging van Anceins met de belangrijkste infrastructuur en aangrenzende gemeenten.

## Demografie
Onderstaande figuur toont het verloop van het inwonertal (bron: INSEE-tellingen).
Anceins · Bocquencé · Couvains · La Ferté-Frênel · Gauville · Glos-la-Ferrière · Heugon · Monnai · Saint-Nicolas-des-Laitiers · Villers-en-Ouche